# Hrîhorivka, Peatîhatkî
Hrîhorivka (în ucraineană Григорівка) este un sat în comuna Holodiivka din raionul Peatîhatkî, regiunea Dnipropetrovsk, Ucraina.

## Demografie
Componența lingvistică a localității Hrîhorivka
     Ucraineană (82,67%)
     Maghiară (14,67%)
     Rusă (2,67%)
Conform recensământului din 2001, majoritatea populației localității Hrîhorivka era vorbitoare de ucraineană (82,67%), existând în minoritate și vorbitori de maghiară (14,67%) și rusă (2,67%).